# Bathypterois pectinatus
Bathypterois pectinatus is een straalvinnige vissensoort uit de familie van netoogvissen (Ipnopidae). De wetenschappelijke naam van de soort is voor het eerst geldig gepubliceerd in 1959 door Mead.